# Óxido de arsénico(V)
El óxido de arsénico(V), óxido arsénico o pentóxido de diarsénico es un compuesto químico inorgánico sólido, vítreo y de color blanco cuyos átomos de arsénico se encuentran en el raro estado de oxidación +5.

## Síntesis y reacciones
El óxido de arsénico(V) puede ser obtenido a partir del calentamiento del óxido de arsénico(III) (As2O3) con oxígeno. De hecho, el As2O5 se descomponen en oxígeno y As2O3 bajo la acción del calor.
Como el óxido de fósforo(V) el As2O5 es higroscópico, se disuelve fácilmente en agua para dar ácido arsénico (H3AsO4)..